# Землебитные строения

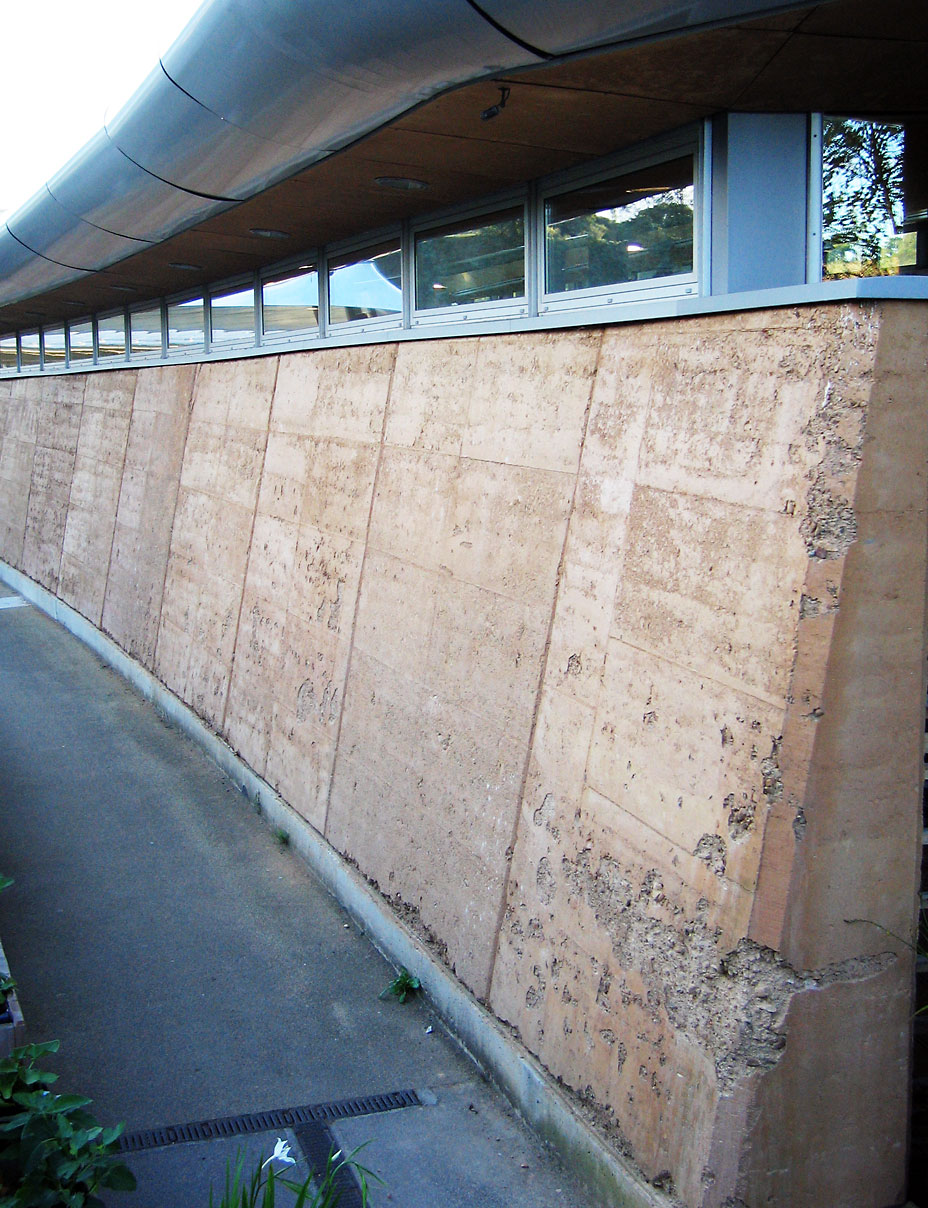
Землебитная стена в Корнуолле

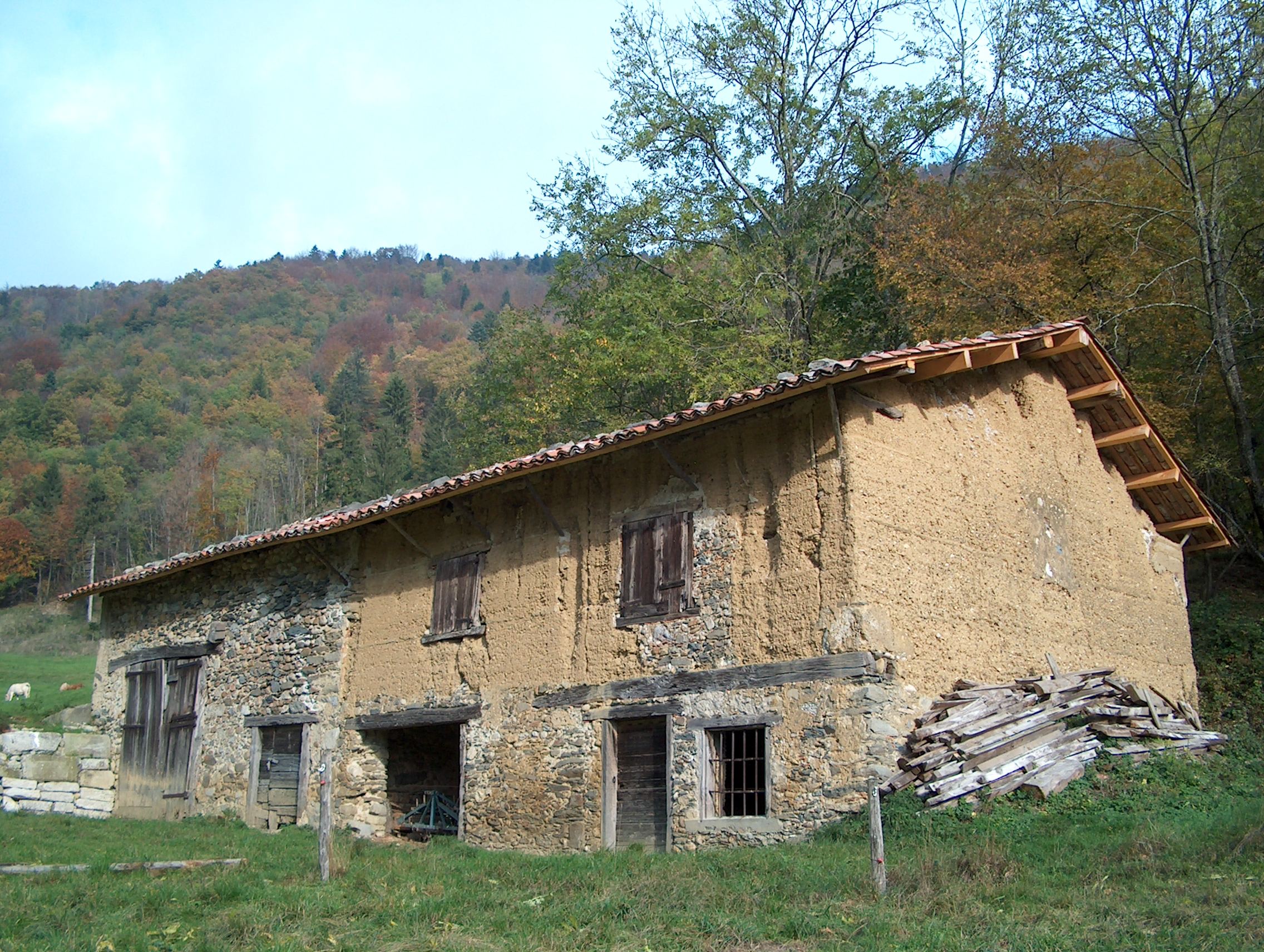
Землебитный дом во Франции

Землебитные строения — строения (стены, опорные конструкции), строительным материалом которых служит земляной грунт. Иногда землебитом называют и сам грунт, как строительный материал, хотя чаще этим термином, введённым в конце XVIII века архитектором Н. А. Львовым, называется разработанные им материал и техника.
Землебитные сооружения имеют длинную историю: они строились в Древнем Риме, Азии, в частности, в Средней Азии и Китае, и Африке, в том числе, в Марокко.
Земляной грунт применяется в фортификационных сооружениях в виде укреплённых валов. В отличие от самана, не имеет добавок органических трав, таких как солома. Строительство ведётся утрамбовкой в опалубке с последующим перекрытием крышей. Желательно не допускать попадания осадков на землебитные стены.

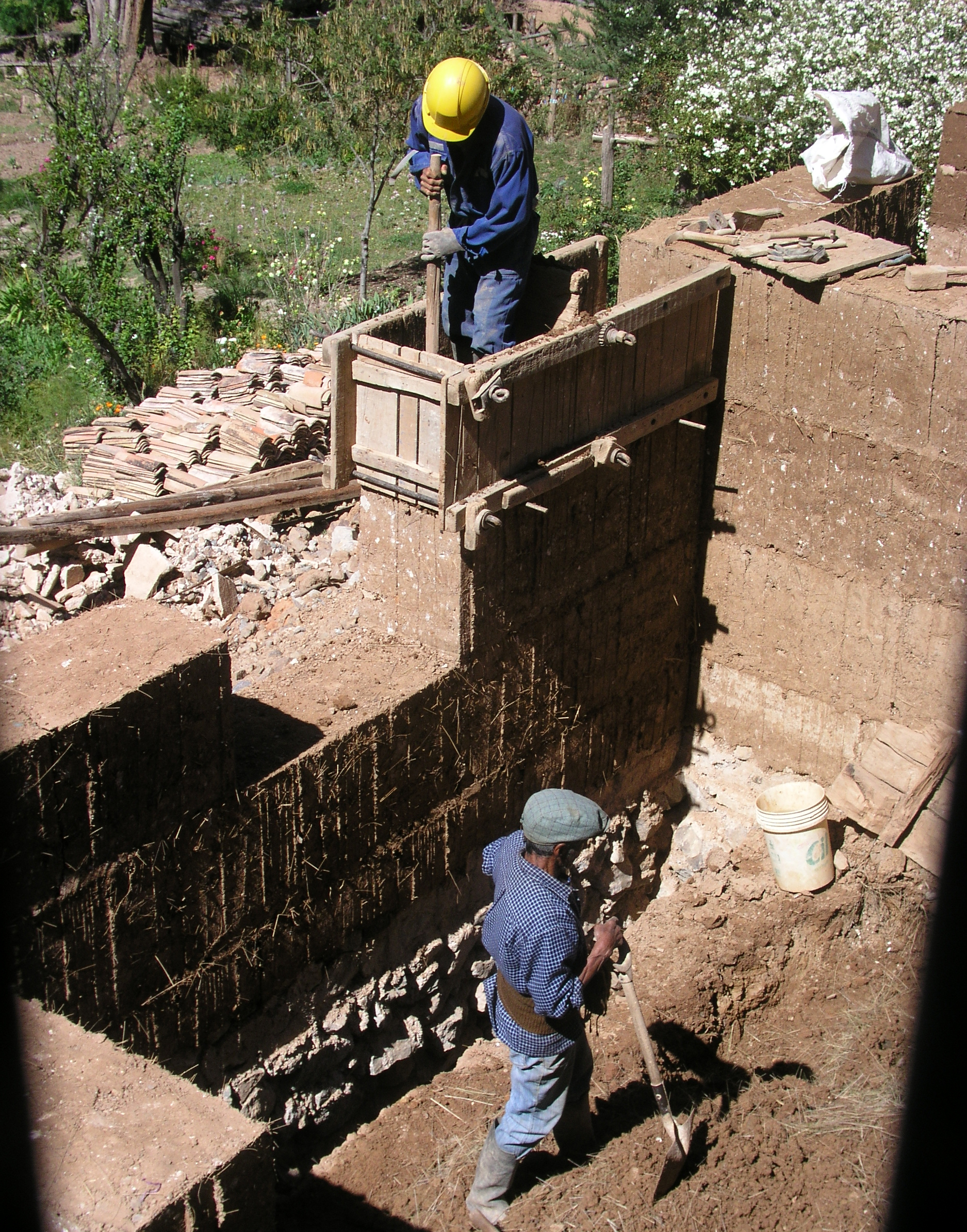

## История
Землебит — технология строительства стен из прессованной почвы. Является одним из древних методов строительства с использованием природного потенциала для изготовления устойчивого строительного материала. Одним из основных факторов, влияющих на использование этого метода, являются климатические условия в регионе. В состав землебитной смеси в определённых пропорциях входят земля, глина, песок, известь, мелкие камни. Также возможно добавление мела, цемента. Остатки первых известных сооружений, построенных по этой технологии, относятся к периоду неолита. Римский историк Плиний Старший указывает, что римляне переняли землебит у карфагенян и распространили его на своих территориях. В некоторых захоронениях времен Трипольской культуры (в захоронениях 1/6, 4/8, 6/8 и другие) скелеты были под слоем плотной засыпки, поверх которого могильные камеры были закрыты землебитными «пробками».
В XVIII веке эта техника предлагалась французским архитектором Франсуа Куантеро в книге, которую он выпустил в 1790 году (на русском языке вышла в 1794 году).
Приоратский дворец в Гатчине, несущие стены которого созданы из специальным способом сбитой (прессованной) и просушенной земли, самoe известнoe в России и единственное сохранившееся землебитное сооружение. Приоратский дворец был построен архитектором Н. А. Львовым, который был захвачен идеей возведения крупных архитектурных сооружений по технике землебитa и был директором школы землебитного строения, основанной по его инициативе личным указом императора Павла I в августе 1797 года.
Интерес к землебиту снизился после Второй мировой войны, когда стоимость современных строительных материалов снизилась, а требования к строительству возросли. Утрамбованная земля считается низкокачественным материалом для строительство и против нее выступают многие подрядчики и инженеры. В то же время землебит до сих пор используется в строительстве. Примечательным примером использования землебита в XXI веке является фасад Культурного центра пустыни Нк'Мип на юге Британской Колумбии в Канаде.

## Известные строения
- Приоратский дворец в Гатчине
- Арг-е Бам в Иране[источник не указан 3278 дней]
- Дувал, вид забора в Средней Азии